# ASML
ASML Holding N.V. (comúnmente abreviado como ASML, siglas de Advanced Semiconductor Materials Lithography) es una empresa neerlandesa dedicada a la fabricación de máquinas para la producción de circuitos integrados. Se trata del mayor proveedor del mundo de sistemas de fotolitografía para la industria de los semiconductores, con más de 5/6 del mercado mundial.
A partir de 2023 es el mayor proveedor de la industria de semiconductores y el único proveedor mundial de máquinas de fotolitografía ultravioleta extrema (EUV) necesarias para fabricar los chips más avanzados. A marzo de 2024, ASML era la empresa tecnológica europea más valorada, con una capitalización bursátil de unos 397.000 millones de dólares.
La sede corporativa de ASML se encuentra en Veldhoven (Países Bajos) y es el lugar de investigación, desarrollo, fabricación y montaje. ASML emplea a más de 42.000 personas de 143 nacionalidades y cuenta con una red de casi 5.000 proveedores de primer nivel. ASML tiene una base de clientes en todo el mundo y más de sesenta puntos de servicio en dieciséis países. Tiene oficinas en los Países Bajos, Estados Unidos, Bélgica, Francia, Alemania, Irlanda, Israel, Italia, Reino Unido, China, Hong Kong, Japón, Corea del Sur, Malasia, Singapur y Taiwán
La empresa cotiza como ASML en las bolsas AEX y NASDAQ. También forma parte del Euro Stoxx 50 y del NASDAQ-100.

## Productos

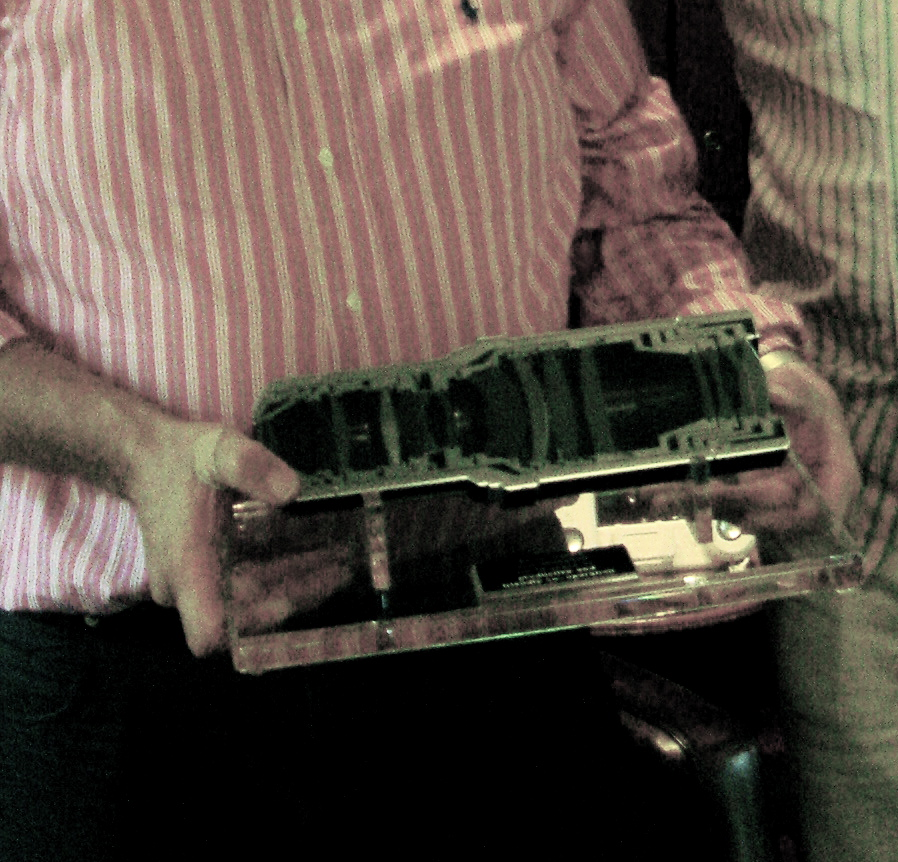
Se trata de Ton Willekens y Patrick de Laive. Ton sostiene una lente de ASML que se utilizó en el pasado para fabricar microchips. La lente costaba 500.000 euros. Las lentes actuales miden 2 metros de alto y pueden llegar a costar hasta 5 millones.

Las máquinas de fotolitografía fabricadas por ASML se utilizan en la producción de chips de ordenador y otros dispositivos electrónicos avanzados. En estas máquinas, los patrones se proyectan ópticamente sobre una oblea de silicio que se cubre con una película de material sensible a la luz (fotorresistente). Este procedimiento se repite docenas de veces en una sola oblea. La fotorresistencia se procesa posteriormente para crear los circuitos electrónicos reales en el silicio. Las imágenes ópticas que manejan las máquinas de ASML se utilizan en la fabricación de casi todos los circuitos integrados y, a partir de 2010, ASML tiene el 67 por ciento de las ventas mundiales de máquinas de litografía, con una competencia compuesta por Ultratech, Canon y Nikon.

### Litografía de inmersión
Desde que la litografía de inmersión fue propuesta por primera vez por Burn-Jeng Lin en la década de 1970, ASML cooperó con Taiwan Semiconductor Manufacturing (TSMC). En 2004, TSMC comenzó la producción comercial de 90 nodos semiconductores 90 nanómetros utilizando litografía de inmersión ASML.  A partir de 2011, su sistema TWINSCAN NXT:1950i de gama alta se utilizó para producir características hasta 32 nano-metros a hasta 200 wafers por hora, utilizando un lente de inmersión en agua y un láser de fluoruro de argón que produce luz a una longitud de onda de 193 nm.  A partir de 2011, una máquina de litografía media costó 27 millones de euros. 

### Litografía DUV
Los dispositivos de litografía ultravioleta profunda (DUV) de ASML utilizan luz que penetra el espectro UV para imprimir las pequeñas características que forman la estructura del microchip.

### Litografía EUV
Las máquinas de litografía ultravioleta extrema (EUV) producen luz en el 13,5 Rango de longitud de onda de nm cuando un láser de alta energía se enfoca en gotas microscópicas de estaño fundido para producir un plasma, que luego emite luz EUV. La luz rebota en los espejos Zeiss sobre la superficie de una oblea de silicio para generar los diseños del chip. 
En 2009, el centro de investigación IMEC de Bélgica produjo el primer 22 nn funcional del mundo. Celdas CMOS de memoria estáticas de memoria de acceso aleatorio con un prototipo de máquina de litografía EUV.  Después de décadas de desarrollo, ASML envió la primera máquina de producción de litografía ultravioleta extrema en 2011 o 2013.
En 2022 , ASML ha enviado alrededor de 140 sistemas EUV, y es la única compañía en fabricarlos. El producto EUV más vendido de ASML ha sido el TWINSCAN NXE:3600D, que cuesta hasta $200 millones. El envío de la máquina del tamaño de un camión requiere mover 180 toneladas con tres Boeing 747s.
ASML está trabajando en la próxima generación de sistemas EUV, con los primeros envíos a los clientes para fines de I+D que se espera que se realicen a finales de 2023. La plataforma se designa High-NA ya que aumentará la apertura numérica (NA) de 0.33 a 0.55, y se espera que cada sistema cueste $300 millones.

## Historia
La empresa, originalmente llamada ASM Lithography, se denomina ASML como nombre oficial y no como abreviatura.  Fue fundada en 1984 como una empresa conjunta entre las empresas holandesas ASM y Philips . Actualmente es una empresa pública. Cuando la empresa se independizó en 1988, se decidió que no era deseable cambiar el nombre y la abreviatura ASML se convirtió en el nombre oficial de la empresa.
ASML lanzó el sistema de litografía PAS 5500 en 1991, que se convirtió en una plataforma extremadamente exitosa para la compañía. El PAS 5500 fue utilizado por primera vez por Micron Technology, que era uno de los mayores productores mundiales de memoria y almacenamiento de computadoras, y el mayor cliente de ASML en ese momento. El éxito de la línea PAS 5500 impulsó a ASML a una fuerte competencia con Canon y Nikon, que eran los líderes en esa era del mercado de litografía.
En 1997, ASML comenzó a estudiar un cambio hacia el uso de ultravioleta extrema y en 1999 se unió a un consorcio, incluido Intel y otros dos fabricantes de chips de Estados Unidos, con el fin de explotar la investigación fundamental realizada por el Departamento de Energía de Estados Unidos. Debido a que la CRADA que opera bajo es financiada por el contribuyente estadounidense, la concesión de licencias debe ser aprobada por el Congreso. Colaboró con el IMEC y Sematech belgas y se dirigió a Carl Zeiss en Alemania por su necesidad de espejos. 
En 2000, ASML adquirió el Grupo Silicon Valley (SVG), un fabricante de equipos de litografía estadounidense también con licencia para los resultados de la investigación de EUV, en un intento por suministrar escáneres de 193 nm a Intel Corp.
En 2002, se convirtió en el mayor proveedor de sistemas de fotolitografía.
A finales de 2008, ASML experimentó una gran caída en las ventas, lo que llevó a la gerencia a reducir la fuerza laboral en aproximadamente 1000 en todo el mundo, en su mayoría trabajadores contratados  y a solicitar apoyo del fondo nacional holandés de desempleo para evitar despidos aún mayores.  Dos años y medio después, ASML esperaba un ingreso récord. 
En julio de 2012, Intel anunció un acuerdo para invertir 4.100 millones de dólares en ASML a cambio de una propiedad del 15%, con el fin de acelerar la transición de 300 milímetros a 450 Obleas de mm y mayor desarrollo de la litografía EUV.   Este acuerdo no tenía derechos exclusivos sobre futuros productos de ASML y, en julio de 2012, ASML ofrecía otro 10% de las acciones a otras empresas.  Como parte de su estrategia EUV, ASML anunció la adquisición del fabricante de fuentes DUV y EUV Cymer en octubre de 2012. 
En noviembre de 2013, ASML detuvo el desarrollo de equipos de litografía de 450 mm, citando un tiempo incierto de la demanda de los fabricantes de chips. 
En 2015, ASML sufrió un robo de propiedad intelectual. Se encontró a varios empleados robando datos confidenciales de su filial de software de Silicon Valley que desarrolla software para la optimización de máquinas.
En junio de 2016, ASML anunció sus planes de adquirir a Hermes Microvision Inc. con sede en Taiwán por aproximadamente $3.1 mil millones para agregar tecnología para crear semiconductores más pequeños y más avanzados.
En 2018, la administración Trump intentó bloquear la venta de tecnología ASML a China, pero a partir de 2021, la escasez global de chips en curso así como la "guerra fría tecnológica" entre Estados Unidos y China habían sido una oportunidad de negocio para ASML.
En noviembre de 2020, ASML reveló que había adquirido a la empresa alemana de fabricación de vidrio óptico Berliner Glas Group con el fin de satisfacer la creciente necesidad de componentes para sus sistemas EUV.
En julio de 2021, el Comisionado Europeo Thierry Breton, visitó ASML y anunció un objetivo de al menos el 20% de la producción mundial de semiconductores en Europa para 2030, y apoyo a través de una Alianza Europea en semiconductors.  Después de informar los ingresos en julio de 2021, la compañía dijo que tenía un monopolio cercano para las máquinas utilizadas por TSMC y Samsung Electronics para hacer los chips avanzados. 
En febrero de 2023, ASML afirmó que un extrabajador en China "supuestamente" robó información sobre la tecnología de la compañía. Esta no es la primera vez que ASML está vinculada a una infracción de propiedad intelectual relacionada con China. En su informe anual de 2021, ASML mencionó que Dongfang Jingyuan Electron Limited "está comercializando activamente productos en China que podrían infringir los derechos de propiedad intelectual de ASML". En ese momento, el Departamento de Comercio de los Estados Unidos expresó su preocupación por el Espionaje económico contra ASML. En octubre de 2023, el periódico holandés NRC Handelsblad informó que el ex empleado que "supuestamente" robó datos sobre la tecnología de ASML posteriormente se fue a trabajar para Huawei.
En marzo de 2023, el gobierno holandés impuso restricciones a las exportaciones de chips para proteger la seguridad nacional. Esta medida afectó a ASML como una de las empresas más importantes en la cadena de suministro de microchips mundial. Los requisitos de licencia de exportación entraron en vigor en septiembre de 2023.
En junio de 2023, el Instituto de Derechos Humanos de los Países Bajos dictaminó que a pesar de la constitución del país que prohíbe la discriminación basada en la nacionalidad, a ASML se le permitió rechazar solicitudes de empleo de residentes de países sujetos a sanciones bajo los Reglamentos de Administración de Exportaciones de los Estados Unidos (como Cuba, Irán, Corea del Norte y Siria) con el fin de mantenerse conforme con la ley estadounidense.
En enero de 2024, el gobierno holandés impuso restricciones adicionales al envío de algunos equipos avanzados de fabricación de chips a China.